# Josep Maria Sabaté i Guasch
Josep Maria Sabaté i Guasch (Flix, 1957) és un polític català, diputada al Parlament de Catalunya en la IX legislatura.
Llicenciat en Direcció i Administració d'Empreses per la Universitat Rovira i Virgili i diplomat en Ciències Empresarials, resideix a Reus. Ha estat directiu del grup SAGESSA, director del Centre M. Q. Reus S.A i director d'administració i de serveis generals de l'Hospital de Sant Joan de Reus.
El gener de 2004 fou nomenat director dels Serveis Territorials de Salut a Tarragona i gerent de la Regió Sanitària al Camp de Tarragona. El setembre de 2006 fou nomenat delegat del Govern a Tarragona en funcions fins que fou nomenat director general del Servei Català de la Salut del Departament de Salut de la Generalitat de Catalunya. Fou elegit diputat per la província de Tarragona a les eleccions al Parlament de Catalunya de 2010. Ha estat portaveu del grup parlamentari socialista en la Comissió de Salut.